# 秩父別パーキングエリア
秩父別パーキングエリア（ちっぷべつパーキングエリア）は、北海道雨竜郡秩父別町にある深川留萌自動車道のパーキングエリア。
上下線集約型なので双方向への出入りが可能であり、Uターンも可能である。

## 歴史
- 2003年（平成15年）7月17日 - 供用開始。

## 管理
- 国土交通省北海道開発局

## 施設
隣接するローズガーデンちっぷべつへの歩道が整備されている。利用者はパーキングエリア内の駐車場に駐車して、そのまま徒歩で入園できる。

### 上下線共用
- 駐車場[1]
  - 大型：10台
  - 小型：40台
  - 身障者用駐車場有
- トイレ
  - 身障者用トイレ有

## 隣
E62 深川留萌自動車道（深川沼田道路）
(1) 深川西IC - (2) 秩父別IC - 秩父別PA - (3) 沼田IC